# 5years
『5years』（ファイブ・イヤーズ）は、木村カエラの1枚目のベスト・アルバム。2010年2月3日に発売された。

## 概要
- 自身初のベスト・アルバム。CD2枚組の初回限定盤と1枚のみの通常盤の2仕様でリリースされた。
- DISC1にはシングルと代表曲全17曲を収録。最新曲からデビューシングルへとカウントダウンするような構成となっている。DISC2にはアーティストとのコラボ曲やトリビュートアルバムへの参加曲、未発表曲など12曲が収められている。
- 初回限定盤には特典として【5years携帯待受けFLASH＆デコメダウンロードカード（ダウンロード期間2010/2/24(水)まで ）】が封入されている。
- CDリリースに先駆け、2009年12月18日よりレコチョクにて録り下ろしカバー「おどるポンポコリン」の着うた独占配信がスタートした。
- ジャケット写真の女の子は阪口ケイシー[2][3]。
- 同日に倖田來未が『BEST 〜third universe〜 & 8th AL "UNIVERSE"』をリリースし、オリコンウィークリーチャートでは2位となったが、年間チャートでは上回っている。
- 初週に自身最大の初週売上となる22万枚を売り上げ、楽曲「Butterfly」およびアルバム「HOCUS POCUS」のロングヒットの影響で最終的には47万枚を売り上げ、これまでの最大累計売上を更新、自身で最も売れたアルバムとなった。日本レコード協会より初のダブル・プラチナ認定を受けている。
- 2017年9月時点でTSUTAYAにおいて累計174万回以上がレンタルされ、同時点でTSUTAYAにおけるベスト盤のレンタル回数では歴代29位である[4]。

## 収録曲
| #         | タイトル                         | 作詞               | 作曲                | 編曲               | 時間  |
| --------- | -------------------------------- | ------------------ | ------------------- | ------------------ | ----- |
| 1.        | 「You bet!!」                    | 木村カエラ         | 渡邊忍（ASPARAGUS） | 渡邊忍             | 3:49  |
| 2.        | 「Butterfly」                    | 木村カエラ         | 末光篤              | 末光篤             | 4:17  |
| 3.        | 「BANZAI」                       | 木村カエラ         | 木幡太郎            | avengers in sci-fi | 4:35  |
| 4.        | 「どこ」                         | 渡邊忍             | 渡邊忍              | 渡邊忍             | 4:04  |
| 5.        | 「マスタッシュ」                 | 木村カエラ         | AxSxE               | AxSxE              | 3:53  |
| 6.        | 「memories（original version）」 | 木村カエラ         | 渋谷毅              | 二杉昌夫           | 4:06  |
| 7.        | 「Jasper」                       | 木村カエラ         | 石野卓球            | 石野卓球           | 3:45  |
| 8.        | 「Yellow」                       | 木村カエラ         | 渡邊忍              | 渡邊忍             | 3:20  |
| 9.        | 「Samantha」                     | 木村カエラ         | 會田茂一            | 會田茂一           | 4:07  |
| 10.       | 「Snowdome」                     | 木村カエラ         | BEAT CRUSADERS      | BEAT CRUSADERS     | 4:39  |
| 11.       | 「TREE CLIMBERS」                | 木村カエラ         | 渡邊忍              | 渡邊忍             | 3:16  |
| 12.       | 「Magic Music」                  | 木村カエラ         | Linus of Hollywood  | 會田茂一           | 2:54  |
| 13.       | 「You」                          | 木村カエラ・渡邊忍 | 渡邊忍              | 渡邊忍             | 4:33  |
| 14.       | 「BEAT」                         | 木村カエラ         | 奥田民生            | 奥田民生           | 4:46  |
| 15.       | 「リルラ リルハ」                | 木村カエラ         | 會田茂一            | 會田茂一           | 3:52  |
| 16.       | 「happiness!!!」                 | 木村カエラ         | 山沢大洋            | 武藤星児           | 5:00  |
| 17.       | 「Level42」                      | 木村カエラ         | 山沢大洋            | 武藤星児           | 4:10  |
| 合計時間: | 合計時間:                        | 合計時間:          | 合計時間:           | 合計時間:          | 69:06 |

| #         | タイトル                                              | 作詞                       | 作曲                      | 編曲          | 時間  |
| --------- | ----------------------------------------------------- | -------------------------- | ------------------------- | ------------- | ----- |
| 1.        | 「カメレオン2世」                                     | 木村カエラ                 | 會田茂一                  | 會田茂一      | 3:43  |
| 2.        | 「Hey! Hey! Alright」(スチャダラパー+木村カエラ)      | 木村カエラ・スチャダラパー | スチャダラパー・木暮晋也  |               | 4:00  |
| 3.        | 「OH PRETTY WOMAN」(Roy Orbisonの楽曲をカバー)        | Roy Orbison and Bill Dees  | Roy Orbison and Bill Dees | 會田茂一      | 2:21  |
| 4.        | 「言葉はさんかく こころは四角」(くるりの楽曲をカバー) | 岸田繁                     | 岸田繁                    | 中村圭作      | 4:04  |
| 5.        | 「リリアン」                                          | 木村カエラ                 | 亀田誠治                  | 亀田誠治      | 4:15  |
| 6.        | 「Cloudy」                                            | 木村カエラ                 | 會田茂一                  | 會田茂一      | 5:10  |
| 7.        | 「ミラクル☆BANZAI」(木村カエラ feat. ILMARI)          | 木村カエラ・ILMARI         | 木幡太郎                  | HALFBY        | 3:50  |
| 8.        | 「Forbidden Fruits」(feat. KAELA KIMURA)              | Genie Clash                | 會田茂一                  | Curly Giraffe | 4:51  |
| 9.        | 「darling」                                           | 木村カエラ                 | 會田茂一                  | 會田茂一      | 3:11  |
| 10.       | 「おどるポンポコリン」                                | さくらももこ               | 織田哲郎                  | 石野卓球      | 3:12  |
| 11.       | 「マシマロ」(奥田民生の楽曲をカバー)                  | 奥田民生                   | 奥田民生                  | 會田茂一      | 2:20  |
| 12.       | 「Happy?」(JUDY AND MARYの楽曲をカバー)               | YUKI                       | TAKUYA                    | A×S×E         | 3:48  |
| 合計時間: | 合計時間:                                             | 合計時間:                  | 合計時間:                 | 合計時間:     | 44:45 |

## 曲解説

### DISC1
1. You bet!!
録り下ろしの新曲。このベストアルバムのプロモーションでテレビ出演する際は、この曲を披露することが多かった（「リルラ リルハ」を演奏したこともある）。
グンゼ「BODY WILD」CMソング。
2. Butterfly
リクルート「ゼクシィ」CMソング。
3. BANZAI
TBS系『S☆1』テーマソング。
4. どこ
日本テレビ系『音楽戦士 MUSIC FIGHTER』2009年1月度オープニングテーマ。
5. マスタッシュ
マンダム「LUCIDO-L」2008年CMソング。
6. memories（original version）
アルバム初収録。
東宝配給映画『パコと魔法の絵本』主題歌。
7. Jasper
角川配給映画『マゴリアムおじさんの不思議なおもちゃ屋』日本語吹き替え版主題歌。
8. Yellow
日本テレビ系『スポーツうるぐす』2007年10月～11月テーマソング。
9. Samantha
10. Snowdome
JR東日本「JR SKISKI」2006-2007CMソング。
11. TREE CLIMBERS
モード学園 2006年CMソング。
12. Magic Music
東芝「gigabeat」CMソング。
13. You
ネスレコンフェクショナリー「キットカット」2006年CMソング。
14. BEAT
奥田民生プロデュースの曲。
15. リルラ リルハ
ボーダフォン 日本法人（現：ソフトバンクモバイル）「連発メール」篇 CMソング。
16. happiness!!!
ロート製薬「セセラ」2004年CMソング。
17. Level42
デビューシングル。

### DISC2（初回限定盤のみ）
1. カメレオン2世
未発表曲。
2. Hey! Hey! Alright
NHK教育テレビアニメ『メジャー』第5シリーズ オープニング・テーマ。
3. OH PRETTY WOMAN
ロイ・オービソンの楽曲をカヴァー。
フジテレビ系ドラマ『アテンションプリーズ』主題歌。
4. 言葉はさんかく こころは四角
くるりの楽曲をカバー。
5. リリアン
亀田誠治がプロデュースを手がけた未発表曲。
6. Cloudy／木村カエラ&FOE
ニルヴァーナのカート・コバーンをイメージした曲。
7. ミラクル☆BANZAI
「GAP 40TH ANNIVERSARY」キャンペーンソング。シングル「BANZAI」のHALFBYによるリミックスバージョンである。
8. Forbidden Fruits feat. KAELA KIMURA／Curly Giraffe
9. darling
未発表曲。
10. おどるポンポコリン
フジテレビ系アニメ『ちびまる子ちゃん』テレビ放映20周年記念オープニングテーマ。2010年1月10日より、1年間特別限定バージョンとしてオンエア。オープニング映像も新しくなり、アニメ化された木村カエラも登場。アレンジは石野卓球、コーラスにはスチャダラパーのBOSEとANI、ギターにはザ・サーフコースターズの中シゲヲ、ベースには笹沼位吉、そしてダンディ坂野といった豪華ゲストが集結した[5]。ちなみに木村は2006年4月に放送されたちびまる子ちゃんのスペシャルドラマ版で未来のまる子役として出演している。
11. マシマロ
奥田民生の楽曲をカバー。
12. Happy? 
JUDY AND MARYの楽曲をカバー。

## 演奏
Disc 1 
- 木村カエラ
  - Vocal
  - Guitar (#5)
- 渡邊忍 (ASPARAGUS)
  - Guitar (#1.4.8.11.13)
  - Acoustic Guitar & Electric Guitar (#10)
- 4106：Bass (#1.4.8.9)
- 柏倉隆史 (toe / the HIATUS)
  - Drums (#1.2.4.8.9)
  - Castanet, Tambourine (#2)
- 中村圭作
  - Keyboards (#1)
  - Piano (#4)
- 末光篤：Piano, Synthesizer, Tambourine (#2)
- 鈴木俊介：Guitar (#2)
- ミト (クラムボン)：Bass (#2)
- MCキッズ：Chorus (#2)
- 木幡太郎：Guitar & Synthesizer (#3)
- 稲見喜彦：Bass & Synthesizer (#3)
- 長谷川正法：Drums (#3)
- 真部裕：Strings Arrangement (#4)
- 真部裕ストリングス：Strings (#4)
- AxSxE：Guitar (#5)
- 中尾憲太郎：Bass (#5.12)
- BOBO：Drums (#5)
- 石橋英子：Marimba & Glockenspiel (#5)
- 石成正人：Acoustic Guitar (#6)
- 清水一登：Piano, Bass Clarinet (#6)
- 佐々木史郎：Trumpet (#6)
- 河合わかば：Trombone (#6)
- 本田雅人：Sax (#6)
- Gabriele Roberto：Strings Arrangement, Brass Arrangement (#6)
- 加藤哉子：Chorus (#6)
- 會田茂一：Guitar (#9.12.15)
- カトウタロウ・クボタマサヒコ (BEAT CRUSADERS)：Guitar (#10)
- ヒダカトオル (BEAT CRUSADERS)：Bass (#10)
- マシータ (BEAT CRUSADERS)：Drums (#10)
- ケイタイモ (BEAT CRUSADERS)：Keyboards (#10)
- 山下潤一郎：Bass (#11.13)
- 一瀬正和 (ASPARAGUS, the HIATUS,  MONOEYES)：Drums (#11.13)
- masasucks (the HIATUS)：Guitar (#12)
- 恒岡章 (Hi-STANDARD)：Drums (#12)
- 奥田民生：Guitar, Percussion & Chorus (#14)
- TOKIE：Bass (#14)
- クハラカズユキ (The Birthday)：Drums (#14.15)
- 奥野真哉 (ソウル・フラワー・ユニオン)：Keyboards (#14)
- 高桑圭：Bass (#15)
- 山沢大洋：Chorus (#16.17)
- 武藤星児：Guitar & Manipulate (#16.17)
- 小林陽明：Bass (#16)
- 阿部実：Drums (#16.17)
- 泰輝：Keyboards (#16.17)
- 中村キタロー：Bass (#17)

Disc 2 
- 木村カエラ
  - Vocal
- 會田茂一：Guitar (#1.3.6.9)
- 4106：Bass (#1.9.12)
- 恒岡章 (Hi-STANDARD)：Drums (#1)
- 木暮晋也：Guitar (#2)
- 佐藤研二
  - Bass (#3.6)
  - Cello (#9)
- 小松正宏：Drums (#3.6.9)
- 亀田誠治：Bass (#5)
- 西川進：Guitar (#5)
- 河村智康：Drums (#5)
- 皆川真人：Keyboards (#5)
- ILMARI：Rap (#7)
- CHINATSU：MC (#7)
- HALFBY：Remix (#7)
- 高桑圭：Bass & Chorus (#8)
- 白根賢一：Drums (#8)
- 名越由貴夫：Guitar (#8)
- 堀江博久：Keyboards (#8)
- 中重雄 (ザ・サーフコースターズ)：Guitar (#10)
- 笹沼位吉 (SLY MONGOOSE)：Bass (#10)
- BOSE & ANI (スチャダラパー)：Chorus (#10)
- ダンディ坂野：ゲッツ！(#11)
- 渡邊忍：Guitar (#12)
- 柏倉隆史：Drums (#12)
- AxSxE：Guitar & Programming (#13)
- 山本昌史：Wood Bass (#13)
- 石橋英子：Piano, Marimba & Flute (#13)